# Pyrausta flammealis
Pyrausta flammealis là một loài bướm đêm trong họ Crambidae.